# Bistum Viedma
Das Bistum Viedma (lat.: Dioecesis Viedmensis, span.: Diócesis de  Viedma) ist eine in Argentinien gelegene römisch-katholische Diözese mit Sitz in Viedma.

## Geschichte
Das Bistum Viedma wurde am 20. April 1934 durch Papst Pius XI. mit der Päpstlichen Bulle Nobilis Argentinæ Nationis aus Gebietsabtretungen des Erzbistums Buenos Aires errichtet. Das Bistum ist dem Erzbistum Bahía Blanca als Suffraganbistum unterstellt. Das Bistum Viedma gab in seiner Geschichte mehrmals Teile seines Territoriums zur Gründung neuer Bistümer ab.

## Bischöfe von Viedma
- Nicolás Esandi SDB, 1934–1948
- José Borgatti SDB, 1953–1973
- Miguel Hesayne, 1975–1995
- Marcelo Angiolo Melani SDB, 1995–2002, dann Bischof von Neuquén
- Esteban María Laxague SDB, seit 2002